# Apocalipsa lui Moise

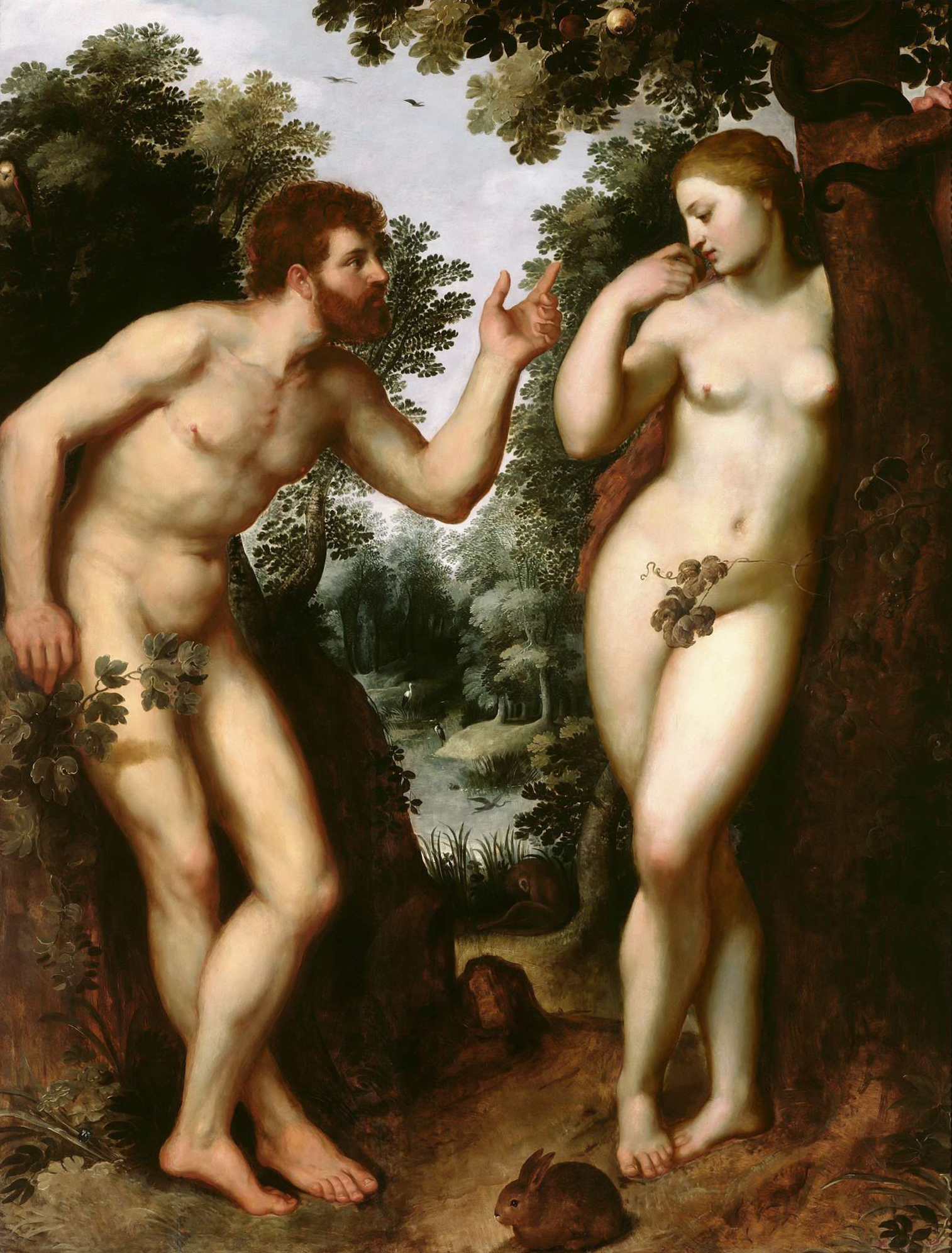
Adam și Eva, pictură de Rubens

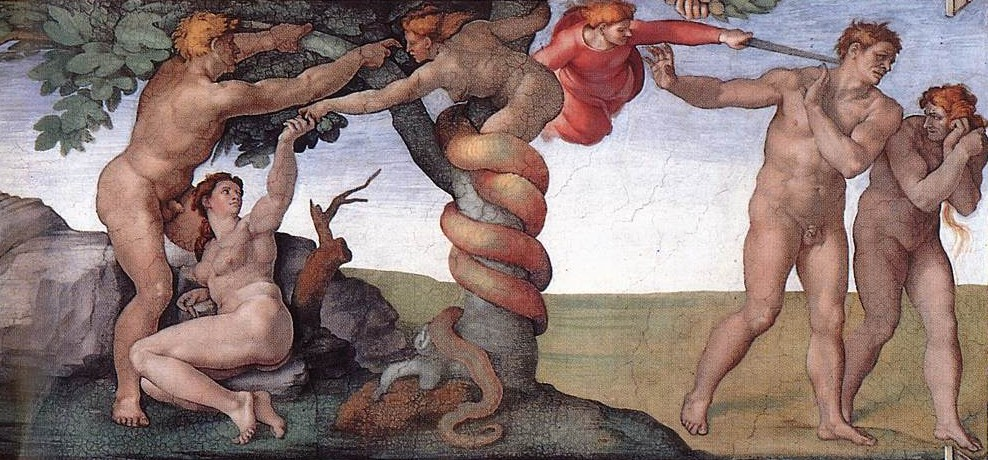
Căderea omului detaliu de pe Capela Sixtină

„Apocalipsa lui Moise” sau „Viața lui Adam și Eva” reprezintă un grup evreiesc pseudo-epigrafic de scrieri. Prezintă viața lui Adam și Eva după expulzarea lor din Grădina Edenului până la moartea acestora. Acesta oferă mai multe detalii despre Căderea omului, inclusiv versiunea Evei asupra acestei povești. Satana explică faptul că el s-a revoltat atunci când Dumnezeu i-a poruncit să se închine lui Adam. După ce Adam moare, lui și tuturor descendenților săi li s-a promis o înviere.

## Manuscrisul
"Apocalipsa lui Moise", numită astfel de către Tischendorf în urma preluării unei inscripții eronate a copistului, reprezintă o versiune extinsă a Genezei, 3 și 4. Fără îndoială, au existat de timpuriu, probabil chiar înainte de distrugerea celui de-al Doilea Templu, mai multe legende despre Adam și Eva care s-au păstrat în parte, dar nu în limba lor originară. Deși este general acceptat că "Apocalipsa lui Moise" aparține corpusului apocrifelor Noului Testament, acest document ar putea la fel de bine să se numere printre apocrifele Vechiului Testament deoarece textul nu conține nici o referință explicită la vreo scriere creștină. În forma sub care se prezintă acum, pare să fie un fragment dintr-o lucrare mai extinsă. Cel puțin câteva pasaje sugerează o dată destul de veche; este foarte posibil ca autorul Evangheliei lui Nicodim să se fi inspirat de aici pentru a alcătui vestita legendă a Pomului Vieții și a Mirului Îndurării. O relatare a acestei legende poate fi găsită în lucrarea lui Cowper, "Apocryphal Gosples", xcix-cii; la Maury, "Croyances et Legendes de l'Antiquite", p. 294; în comentariul lui Renan din "Journal Asiatique" din 1853. Textul lui Tischendorf este luat din patru manuscrise: A, un manuscris venețian din secolul al XIII-lea; B și C, manuscrise vieneze din secolul al XIII-lea, respectiv al XIV-lea; și D, un manuscris milanez de prin secolul al XI-lea.

## Versiuni
- Versiunea arameică - pierdută.
- Versiunea greacă - Apocalipsa lui Moise[1][2]
- Versiunea latină - Vita Adae
- Versiunea armeană 1 - Căința lui Adam[3]
- Versiunea armeană 2 - Cartea lui Adam (traducere după versiunea greacă).
- Versiunea slavă[4]
- Versiunea georgiană - Cartea lui Adam și Eva[5]
- Versiunea coptă - fragmentară, considerată ca o traducere din greacă sau arameică.

## Povestea
Adam, aflat pe patul de moarte, îi cere Evei să-i adune pe copiii lor și să le istorisească despre păcatul originar. Înainte de Cădere, ei doi locuiau în Paradis, care se afla în al treilea Cer. Eva povestește cum șarpele a venit la ea în timp ce îngerii lor păzitori se aflau în cel mai înalt Cer pentru a-l proslăvi pe Dumnezeu. Satana a convins-o să mănânce din fructele pomului interzis; la rândul ei, l-a îndemnat pe Adam să păcătuiască în același fel. Consecința actului lor necugetat a fost pierderea cinstei și purității originare cu care Dumnezeu i-a înzestrat la creația lumii. Drept pedeapsă pentru fapta lor, Dumnezeu îi alungă din Paradis, trimițându-i pe Pământ. Cu toate acestea, lui Adam i se făgăduiește - dacă viața lui pe pământ va fi bună și dreaptă -, învierea în cel de-al treilea Cer, unde el va putea din nou să se înfrupte din roadele Copacului Vieții și să trăiască veșnic.

## Traduceri în limba română
- "Apocalipsa lui Moise", în "Apocalipse apocrife ale Noului Testament", Traducerea textelor și îngrijire ediție: Gheorghe Fedorovici, Monica Medeleanu, Editura Herald, Colecția Manuscris, București, 2007, ISBN: 978-973-7970-62-6, pp. 17-45.